# Tropisme du SARS-CoV-2
Le tropisme du SARS-CoV-2  est multiple et concerne principalement les cellules exprimant le récepteur ACE2. Après s’être répliqué localement au niveau des voies respiratoires et éventuellement dans le système digestif, le SARS-CoV-2 peut se disséminer dans l'organisme via 3 voies :
- via le transport axonal, c'est-à-dire les neurones ;
- via un cheval de Troie : le SARS-CoV-2 peut infecter ou s’agripper à des globules blancs et les utiliser comme un cheval de Troie pour migrer vers d’autres organes en empruntant soit la circulation sanguine, soit le système lymphatique ;
- via une virémie mais uniquement dans les formes les plus sévères du Covid-19.

## Tropisme

### Organes infectables
| Systèmes                     | Organes                                               | Cellules                                                                                            | SARS-CoV-1 | SARS-CoV-2 |
| ---------------------------- | ----------------------------------------------------- | --------------------------------------------------------------------------------------------------- | ---------- | ---------- |
| Système respiratoire         | Nez                                                   | Nasal brushing epithelial cells                                                                     | ?          | +          |
|                              |                                                       | Nasal turbinate epithelial cells                                                                    | ?          | +          |
|                              |                                                       | Nasal airway epithelial cells                                                                       | ?          | +          |
|                              | Mesopharynx / Oropharynx                              | Glotte ?                                                                                            | ?          | +          |
|                              | Épiglotte                                             | Cellules épithéliales de l'hypopharynx ?                                                            | ?          | +          |
|                              | Trachée                                               | Cellules épithéliales ciliées                                                                       | +          | +          |
|                              |                                                       | Cellules épithéliales calciformes                                                                   | +          | +          |
|                              | Bronches                                              | Cellules épithéliales séreuses                                                                      | +          | +          |
|                              |                                                       | Bronchial mucous gland epithelial cells                                                             | -          | ?          |
|                              | Poumons / voies inférieures                           | Cellules épithéliales alvéolaires de type I                                                         | +          | +          |
|                              |                                                       | Cellules épithéliales alvéolaires de type II                                                        | +          | +          |
|                              |                                                       | Macrophages alvéolaires                                                                             | +          | +          |
| Système digestif             | Langue                                                | papilles gustatives                                                                                 | ?          | +          |
|                              | Glandes submandibulaires                              | Cell membrane/brush border of the main ducts, interlobular excretory ducts and interlobular ducts ? | ?          | +          |
|                              | Œsophage                                              | Cellule progénitrice sécrétoire ?                                                                   | -          | +          |
|                              | Estomac                                               | Cellules pariétales                                                                                 | +          | +          |
|                              |                                                       | Cellules principales                                                                                | -          | ?          |
|                              | Foie                                                  | Hépatocytes                                                                                         | +          | + ,        |
|                              | Vésicule biliaire                                     | Primordium cell                                                                                     | ?          | +          |
|                              | Pancréas                                              | Îlot de Langerhans                                                                                  | +          | +          |
|                              | Intestin grêle (Duodénum, Jejunum et Iléon)           | Cellules épithéliales + Enterocyte progenitor cells ?                                               | +          | +          |
|                              | Gros intestin (côlon et rectum)                       | Goblet cells ?                                                                                      | ?          | +          |
| Système immunitaire          | Système lymphatique                                   | Tonsille palatine                                                                                   | -          | +          |
|                              |                                                       | Ganglions lymphatiques cervicaux                                                                    | -          | + ,        |
|                              |                                                       | Ganglions lymphatiques de Hilar                                                                     | -          | +          |
|                              |                                                       | Ganglions lymphatiques périaortiques (en)                                                           | -          | +          |
|                              | Rate                                                  | Pulpe rouge                                                                                         | -          | + ,        |
|                              | Appendice iléo-cæcal                                  | Glandular cells                                                                                     | ?          | +          |
| Système cardiovasculaire     | Vaisseaux sanguins (artères, veines) / Blood vessels, | Artère pulmonaire                                                                                   | ?          | +          |
|                              |                                                       | Crosse de l'aorte                                                                                   | ?          | +          |
|                              |                                                       | Aorte abdominale suprarénale                                                                        | ?          | +          |
|                              | Cœur                                                  | Cardiomyocytes                                                                                      | +          | +          |
| Système nerveux central      | Moëlle épinière                                       | Cordes cervicale, thoracique et lombaire                                                            | -          | +          |
|                              | Lobe frontal                                          | | ?          | + ,        |
|                              | Hippocampe                                            | Cellule pyramidale ?                                                                                | ?          | +          |
|                              | Cervelet                                              | Cellules gliales ?                                                                                  | -          | +          |
|                              | Pont de Varole                                        | | ?          | +          |
| Système endocrinien          | Glande surrénale                                      | Cellules cortico-surrénales                                                                         | +          | +          |
|                              | Thyroïde                                              | Cellules épithéliales folliculaires                                                                 | -          | +          |
|                              | Glande parathyroïde                                   | Cellules d'oxyphile                                                                                 | +          | ?          |
|                              | Hypophyse                                             | Cellules acidophiles                                                                                | +          | ?          |
| Systèmes urinaire et génital | Rein                                                  | Tubule contourné distal + Mesangial cell (en) ?                                                     | +          | + ,        |
|                              | Testicule                                             | Peritubular myoid cells (en) ?                                                                      | -          | +          |
|                              | Prostate                                              | Cellules épithéliales                                                                               | ?          | -          |
|                              | Ovaire                                                | | -          | -          |
|                              | Utérus                                                | Cellules épithéliales ?                                                                             | -          | +          |
| Système tégumentaire         | Peau                                                  | Cellules épithéliales des glandes sudoripares                                                       | +          | +          |

### Sites de réplication

#### Primaires
Un virus ne peut infecter que les cellules dont il reconnaît les récepteurs. Et le SARS-CoV-2 a un très fort tropisme pour les cellules exprimant le récepteur ACE2. Les voies respiratoires sont le principal site de réplication primaire des coronavirus. Les HCoV-229E et HCoV-OC43 se répliquent dans les voies respiratoires supérieures (nez, pharynx) et déclenchent un banal rhume. Les HCoV-HKU1, HCoV-NL63 et plus encore les SARS-CoV et le MERS peuvent descendre jusqu’aux voies respiratoires inférieures et, sous certaines conditions bien particulières (âge, surpoids, antécédents médicaux), peuvent dégénérer en pneumonie.
Le HCoV-NL63 partage avec les SARS-CoV-1 et SARS-CoV-2 le même récepteur pour infecter les cellules : ACE2. Avant que n’éclate la pandémie de Covid-19, une grande partie de la population mondiale avait probablement déjà été en contact au moins une fois avec le HCoV-NL63. Il est estimé que chaque année entre 1 et 10 % des rhumes sont induits par le HCoV-NL63.
Un site complémentaire de réplication primaire est le système digestif, en particulier l’estomac et les intestins. Des particules du SARS-CoV-2 comme du HCoV-NL63 sont facilement détectées dans les selles. Toutefois le SARS-CoV-2 se réplique de manière moins soutenue dans le système digestif que dans celui respiratoire. L’infection du système digestif se fait probablement par auto-infection (absorption de mucus nasal infecté).
Le HCoV-NL63 est peu létal car :
- il se réplique moins vite que le SARS-CoV-2 dans les cellules infectées[29] ;
- contrairement aux SARS-CoV, le HCoV-NL63 semble incapable de se disperser dans l'organisme pour infecter différents organes cibles secondaires.

#### Secondaires
Après s’être répliqué localement au niveau des voies respiratoires et éventuellement dans le système digestif, le SARS-CoV-2 peut se disséminer dans l'organisme via 3 voies :
- via les neurones : une voie de dispersion du SARS-CoV-2 est via le transport axonal, c’est-à-dire les neurones. Le transport axonal est utilisé par des virus comme le HCoV-OC43[30], le virus de la rage, le virus de la poliomyélite ou certains virus herpès (virus herpes simplex 1 et 2) qui ont un tropisme pour le système nerveux[31]. Il a été constaté que le SARS-CoV-2 peut infecter le nerf phrénique[3] qui est le nerf du diaphragme, le muscle principal de la ventilation pulmonaire, permettant l'inspiration. Le nerf phrénique est essentiel pour la ventilation, ainsi que pour les efforts de toux, d'éternuement et d'expectoration. Il intervient aussi au cours des efforts de pulsion abdominale comme la défécation ou l'accouchement. Le nerf phrénique est relié à la partie cervicale de la moëlle épinière[32]. L’infection de ce nerf par le SARS-CoV-2 lui permet probablement d’infecter la moelle épinière. Par ailleurs, dans un modèle animal hamster, des antigènes du SARS-CoV-2 ont été détectés à la jonction entre le bulbe olfactif et le nerf olfactif. Autrement dit, l'infection des neurones sensoriels olfactifs se ferait via le transport axonal et serait à l'origine de la perte totale ou partielle d’odorat (anosmie) chez les patients Covid-19[33]. Il est suggéré que la neuropiline 1 pourrait faciliter le transport axonal du SARS-CoV-2[34] ;
- via un cheval de Troie : par sa capacité à reconnaître les récepteurs DC-SIGN (en) et L-SIGN (en), le SARS-CoV-2 peut infecter ou s’agripper à des globules blancs comme les monocytes, les macrophages ou les cellules dendritiques. Il est très probable que le SARS-CoV-2 les utilise comme un cheval de Troie pour migrer vers d’autres organes en empruntant soit la circulation sanguine, soit le système lymphatique[35],[13]. Cette voie de dissémination avait été proposée pour le SARS-CoV-1[36]. Mais si le SARS-CoV-1 utilise les globules blancs comme cheval de Troie, alors il est très probable qu'il ne circulait qu'à travers la circulation sanguine et jamais via le système lymphatique[8]. Or ce n’est pas le cas du SARS-CoV-2 qui peut circuler dans le système lymphatique et l'infecter, même dans des formes modérées de Covid-19[12] ;
- via une virémie : dans les formes les plus sévères du Covid-19, si le SARS-CoV-2 se réplique très activement dans les cellules endothéliales des vaisseaux sanguins (artères, veines), en particulier dans les vaisseaux des poumons et du cœur, il peut se produire une virémie[3]. Autrement dit, le virus circule dans le sang et se répand dans d’autres organes sans utiliser spécifiquement de cheval de Troie.

Hormis le système digestif, les sites de réplication secondaires du SARS-CoV-1 dans les formes sévères étaient le cœur, les glandes sudoripares de la peau, les reins et le système endocrinien qui régule les hormones (glandes surrénales, la parathyroïde et l’hypophyse),. Dans les formes sévères (voire modérées ?), le SARS-CoV-2 est aussi susceptible d’attaquer ces organes mais par ailleurs il peut en plus directement infecter :
- le système immunitaire : le SARS-CoV-2 peut se répliquer dans le système lymphatique au niveau de la bouche (tonsille palatine), du cou (cervical lymph nodes[12]), des poumons (hilar lymph nodes[9]) et des artères (paraaort. lymph nodes)[3]. Le SARS-CoV-2 peut infecter la rate qui est un organe de stockage de globules rouges et de lymphocytes[9],[13],[35]. Le SARS-CoV-2 est également capable de se répliquer dans l’appendice qui fabrique des lymphocytes pour les intestins[3],[14] ;
- le système nerveux central : le SARS-CoV-2 peut se répliquer dans la moëlle osseuse (colonne vertébrale) qui est le lieu de production des globules blancs[3]. Le SARS-CoV-2 peut également se reproduire dans le cerveau. Il a été détecté dans le lobe frontal, l’hippocampe, le cervelet et le pont de Varole[3],[17]. Si le SARS-CoV-1 n’est pas forcément neurotrope[4],[8], en revanche le HCoV-229E et HCoV-OC43 le sont[30]. Les HCoV peuvent sur des sujets ayant une prédisposition génétique, contribuer au développement ou à l’aggravation de maladies neurologiques comme la sclérose en plaques, la maladie d’Alzheimer, ou encore des encéphalites récurrentes[30] ;
- le système génital : le SARS-CoV-2 peut migrer et se reproduire dans les testicules et l’utérus[3], alors que le SARS-CoV-1 en était incapable[4],[8].

#### Globules blancs
Le SARS-Cov-2 est capable de se répliquer dans les globules blancs. In vitro, face à des globules blancs, le SARS-Cov-2 infecte en priorité les monocytes (44,3 %), les lymphocytes T CD4+ (14,2 %), les lymphocytes T CD8 (13,5 %) et les lymphocytes B (7,58 %). In vivo, l’infection des globules blancs par le SARS-Cov-2 est différente. Dans le cas de Covid sévère, les lymphocytes T ne sont pas infectés, en revanche les lymphocytes B sont ciblés,. Les anticorps ciblant le RBD de la protéine S du SARS-CoV-2 peuvent activer le récepteur FcγRIIB, reconnu par les lymphocytes B. L’infection des lymphocytes B par le SARS-CoV-2 est donc probablement facilitée par des anticorps non neutralisants visant le RBD de la protéine S.
L’infection des globules blancs par des virus est courante. Le virus de la grippe est connu pour être capable de les infecter, notamment via des anticorps non neutralisants. En revanche la grippe est incapable de se reproduire dans les globules blancs. 
Les virus capables de se reproduire dans les globules blancs se répartissent comme les autres virus en différentes catégories :
- les virus à infection aiguë et non persistante, où le virus est rapidement éliminé, comme la rougeole qui ne s’attrape qu’une fois mais qui provoque une « amnésie immunitaire »[42],[43], ou encore la dengue[44], ou le virus de l'encéphalite japonaise[45] ;
- les virus à infection chronique et donc persistante où le virus circule dans le sang. Le VIH a comme site principal de réplication les lymphocytes. Le VIH provoque un syndrome d’immunodéficience acquise (sida) mais pas le HTLV qui pourtant cible principalement les lymphocytes[46]. D’autres virus chroniques peuvent se répliquer dans les lymphocytes mais généralement les globules blancs ne sont pas leur site de réplication principal comme le virus de l'hépatite C[47] ;
- les virus à infection latente où le virus ne circule pas dans le sang mais n’est pas totalement éliminé de l’organisme. La famille herpès est représentative de cette catégorie, certains de ses membres peuvent se reproduire dans les globules blancs : l’EBV[48] ou encore la varicelle[49]. Par leur neurotropisme, certains coronavirus incapables de se répliquer dans les globules blancs (HCoV-229E et HCoV-OC43) appartiennent à cette catégorie[30].

Un cas particulier est le FCoV, le coronavirus qui infecte le chat. Avec le SARS-CoV-2, le FCoV est le seul autre coronavirus identifié capable de se reproduire dans un globule blanc, en l’occurrence les macrophages. Le FCoV a normalement un tropisme pour les cellules intestinales et est relativement bénin. Les vaccins développés contre le FCoV ont cherché à activer les anticorps contre la protéine S. Si le taux d'anticorps est très élevé, les anticorps sont neutralisants. Lorsque le taux d'anticorps baisse, la balance entre anticorps neutralisants et facilitants s'inverse, et le chat risque une réinfection aggravée. En détournant les anticorps à son profit pour infecter les macrophages, le virus développe un tropisme pour ce globule blanc où il se réplique activement. Ce qui dégénère en une maladie auto-immune (vascularites) appelée péritonite infectieuse féline (PIF),,. À noter que pour soigner la PIF, le GS-441524, un dérivé du remdesivir, s’est montré efficace.

### Autopsie de Covid-19 sévères
Légende :
- nd = not determined[À traduire]
- np = not present
- bdl = below detection limit
- valeurs entre 0.01 – 0.99 = < 101 copies/ml
- valeurs entre 1.00 – 1.99 = 101-102 copies/ml
- valeurs entre 2.00 – 2.99 = 102-103 copies/ml
- valeurs entre 3.00 – 3.99 = 103-104 copies/ml
- valeurs > 4.00 = > 104 copies/ml

|                                                |                                                              | Moyenne de la charge virale | Patient 1                                                                                            | Patient 2                     | Patient 3 | Patient 4 | Patient 5                                       | Patient 6                                                                                          | Patient 7            | Patient 8                          | Patient 9                                    | Patient 10   | Patient 11           |
| ---------------------------------------------- | ------------------------------------------------------------ | --------------------------- | --- | ----------------------------- | --- | --------- | ----------------------------------------------- | -------------------------------------------------------------------------------------------------- | -------------------- | ---------------------------------- | -------------------------------------------- | ------------ | -------------------- |
| Caractéristiques du patient                    | Sexe                                                         |                             | m | m                             | m | m         | m                                               | m                                                                                                  | m                    | f                                  | f                                            | f            | f                    |
|                                                | Âge                                                          |                             | 82                                                                                                   | 66                            | 78 | 54        | 80                                              | 64                                                                                                 | 64                   | 87                                 | 83                                           | 85           | 52                   |
|                                                | IMC                                                          |                             | 23.8                                                                                                 | 31.5                          | 25.2 | 28.3      | 28.8                                            | 35.4                                                                                               | 24.6                 | 24.6                               | 28.9                                         | 26.2         | 21.4                 |
|                                                | Antécédents médicaux                                         |                             | Fibrillation atriale (FA), diabète sucré (DS), autoimmune pancreatitis (en), purpura pigmentosa (en) | Hypertension artérielle (HTA) | HTA, DS, insuffisance rénale chronique (IRC), Artériopathie oblitérante des membres inférieurs (AOMI), urosepsis | -         | DS, IRC, Insuffisance cardiaque chronique (ICC) | Granulomatose avec polyangéite, IRC, Bronchopneumopathie chronique obstructive (BPCO), HTA, FA, DS | Athérosclérose, BPCO | ICC, IRC, DS, épilepsie, érysipèle | HTA, DS, IRC, maladie coronarienne, FA, AOMI | ICC, IRC, DS | Cancer du col utérin |
|                                                | Antiviraux reçus                                             |                             | lopinavir, ritonavir                                                                                 | lopinavir, ritonavir          | - | -         | -                                               | lopinavir, ritonavir                                                                               | lopinavir, ritonavir | -                                  | -                                            | -            | -                    |
| Charge virale dans le système respiratoire     | Mesopharynx / Oropharynx                                     | 2,14                        | nd                                                                                                   | nd                            | nd | 2.85      | 3.02                                            | bdl                                                                                                | bdl                  | 3.00                               | 4.45                                         | 3.15         | bdl                  |
| RNA in log10 copies/mL                         | Épiglotte                                                    | 2,75                        | 2.50                                                                                                 | 1.18                          | 1.66 | 3.14      | 2.60                                            | bdl                                                                                                | 2.82                 | 2.10                               | 4.45                                         | 3.05         | bdl                  |
| 0.01 – 0.99 = < 101 copies/ml                  | Trachea middle                                               | 2,67                        | 2.46                                                                                                 | 1.36                          | 3.03 | 5.27      | 5.47                                            | bdl                                                                                                | bdl                  | 3.01                               | 5.09                                         | 2.71         | 1.82                 |
| 1.00 – 1.99 = 101-102 copies/ml                | Tracheal bifurcation                                         | 3,73                        | 3.01                                                                                                 | 1.13                          | 3.28 | 4.82      | 4.98                                            | bdl                                                                                                | bdl                  | 3.79                               | 4.46                                         | 2.52         | 1.33                 |
| 2.00 – 2.99 = 102-103 copies/ml                | Poumon droit, lobe sup.                                      | 3,99                        | 6.17                                                                                                 | bdl                           | 4.97 | 4.65      | 7.63                                            | 2.90                                                                                               | 3.15                 | 4.91                               | 4.52                                         | 2.14         | bdl                  |
| 3.00 – 3.99 = 103-104 copies/ml                | Poumon droit, lobe inter.                                    | 4,02                        | 6.82                                                                                                 | 0.88                          | 6.08 | 4.64      | 7.61                                            | 2.17                                                                                               | 3.06                 | 5.40                               | 4.26                                         | 3.01         | bdl                  |
| > 4.00 = > 104 copies/ml                       | Poumon droit, lobe inf.                                      | 4,29                        | 6.14                                                                                                 | 3.56                          | 4.25 | 4.62      | 7.71                                            | 1.64                                                                                               | 3.90                 | 4.46                               | 4.55                                         | 3.40         | bdl                  |
|                                                | Poumon gauche, lobe sup.                                     | 4,1                         | 6.29                                                                                                 | bdl                           | 6.39 | 5.79      | 7.19                                            | 4.16                                                                                               | 3.26                 | 5.40                               | 4.82                                         | 3.91         | bdl                  |
|                                                | Poumon gauche, lobe inf.                                     | 2,06                        | 6.20                                                                                                 | 2.52                          | 5.90 | 4.84      | 6.94                                            | 2.68                                                                                               | 2.96                 | 4.63                               | 4.34                                         | 4.06         | bdl                  |
| Charge virale dans le système immunitaire      | Tonsille palatine                                            | 2,01                        | nd                                                                                                   | nd                            | nd | 4.16      | 2.45                                            | np                                                                                                 | bdl                  | 0.81                               | 4.03                                         | 2.64         | bdl                  |
| RNA in log10 copies/mL                         | Cervical lymph nodes (en)                                    | 2,51                        | 0.79                                                                                                 | 2.58                          | 2.57 | 3.20      | 5.23                                            | 2.78                                                                                               | 1.48                 | 2.96                               | 3.78                                         | 2.22         | bdl                  |
|                                                | Hilar lymph nodes                                            | 3,07                        | 4.48                                                                                                 | 2.05                          | 3.47 | 3.28      | 5.10                                            | 3.86                                                                                               | 1.28                 | 3.30                               | 4.35                                         | 2.59         | bdl                  |
|                                                | Periaortic lymph nodes (en)                                  | 1,59                        | 1.17                                                                                                 | bdl                           | 3.82 | 1.55      | 2.78                                            | np                                                                                                 | bdl                  | 2.99                               | 3.56                                         | bdl          | bdl                  |
|                                                | Rate                                                         | 0.72                        | 1.68                                                                                                 | bdl                           | 0.61 | 1.01      | 2.62                                            | bdl                                                                                                | bdl                  | bdl                                | 2.02                                         | bdl          | bdl                  |
|                                                | Appendice iléo-cæcal                                         | 0,72                        | 1.03                                                                                                 | bdl                           | 2.93 | 2.23      | 1.73                                            | bdl                                                                                                | bdl                  | bdl                                | bdl                                          | bdl          | bdl                  |
| Charge virale dans le système cardiovasculaire | Artère pulmonaire                                            | 2,69                        | nd                                                                                                   | nd                            | nd | 3.47      | 5.73                                            | 1.68                                                                                               | bdl                  | 3.67                               | 4.43                                         | 2.52         | bdl                  |
| RNA in log10 copies/mL                         | Crosse de l'aorte                                            | 1,53                        | 2.41                                                                                                 | bdl                           | 3.00 | 3.51      | 3.55                                            | bdl                                                                                                | bdl                  | 0.99                               | 3.32                                         | bdl          | bdl                  |
|                                                | Aorte abdominale suprarénale                                 | 1,22                        | 1.47                                                                                                 | bdl                           | 0.00 | 1.77      | 3.05                                            | bdl                                                                                                | bdl                  | 0.80                               | 3.50                                         | 2.15         | 0.73                 |
|                                                | Ventricule cardiaque gauche, mur antérieur, régions basales  | 0,86                        | 2.49                                                                                                 | bdl                           | 0.86 | 0.66      | 2.00                                            | bdl                                                                                                | bdl                  | 0.83                               | 2.58                                         | bdl          | bdl                  |
|                                                | Ventricule cardiaque gauche, mur antérieur, régions apicales | 0,77                        | 2.10                                                                                                 | bdl                           | 0.46 | 0.00      | 1.94                                            | bdl                                                                                                | bdl                  | 0.77                               | 1.37                                         | 1.82         | bdl                  |
|                                                | Ventricule cardiaque gauche, mur latéral, régions basales    | 0,53                        | 1.73                                                                                                 | bdl                           | 0.84 | 0.46      | 1.24                                            | bdl                                                                                                | bdl                  | 0.83                               | 0.77                                         | bdl          | bdl                  |
|                                                | Ventricule cardiaque gauche, mur latéral, régions apicales   | 0,74                        | 1.60                                                                                                 | bdl                           | 1.02 | 0.67      | 2.58                                            | bdl                                                                                                | bdl                  | 1.11                               | 1.11                                         | bdl          | bdl                  |
|                                                | Septum interventriculaire, régions basales                   | 0,52                        | 0.96                                                                                                 | bdl                           | 1.48 | 0.00      | 1.42                                            | bdl                                                                                                | bdl                  | 0.81                               | 1.00                                         | bdl          | bdl                  |
|                                                | Septum interventriculaire, régions apicales                  | 0,81                        | 0.91                                                                                                 | bdl                           | 1.09 | 0.00      | 2.08                                            | bdl                                                                                                | bdl                  | 1.41                               | 1.59                                         | 1.80         | bdl                  |
|                                                | Ventricule cardiaque droit                                   | 0,56                        | 0.93                                                                                                 | bdl                           | 1.08 | 0.72      | 2.12                                            | bdl                                                                                                | bdl                  | 1.30                               | bdl                                          | bdl          | bdl                  |
| Charge virale dans les tissues hématologiques  | Sang                                                         | 0,69                        | bdl                                                                                                  | bdl                           | 3.20 | 1.14      | 3.89                                            | bdl                                                                                                | bdl                  | bdl                                | bdl                                          | bdl          | bdl                  |
| RNA in log10 copies/mL                         | Moëlle épinière                                              | 0,98                        | 0.92                                                                                                 | bdl                           | 0.74 | 2.06      | 2.82                                            | bdl                                                                                                | bdl                  | 1.50                               | 3.69                                         | bdl          | bdl                  |
| Charge virale dans le système nerveux central  | Lobe frontal                                                 | 0,4                         | bdl                                                                                                  | bdl                           | 2.15 | 0.47      | 1.77                                            | bdl                                                                                                | bdl                  | bdl                                | bdl                                          | bdl          | bdl                  |
| RNA in log10 copies/mL                         | Hippocampe                                                   | 0,39                        | bdl                                                                                                  | bdl                           | 1.65 | 1.26      | 1.41                                            | bdl                                                                                                | bdl                  | bdl                                | bdl                                          | bdl          | bdl                  |
|                                                | Cervelet                                                     | 0,37                        | bdl                                                                                                  | bdl                           | 0.00 | 2.06      | 2.01                                            | bdl                                                                                                | bdl                  | bdl                                | bdl                                          | bdl          | bdl                  |
|                                                | Pont de Varole                                               | 0,69                        | bdl                                                                                                  | bdl                           | 3.96 | 2.05      | 1.60                                            | bdl                                                                                                | bdl                  | bdl                                | bdl                                          | bdl          | bdl                  |
|                                                | Nerf phrénique                                               | 0,56                        | nd                                                                                                   | nd                            | nd | nd        | nd                                              | bdl                                                                                                | bdl                  | 0.82                               | 2,56                                         | bdl          | bdl                  |
| Charge virale dans le système endocrinien      | Thyroïde                                                     | 1,51                        | bdl                                                                                                  | bdl                           | 2.76 | 2.38      | 3.56                                            | bdl                                                                                                | bdl                  | 2.39                               | 4.10                                         | 2.44         | bdl                  |
| RNA in log10 copies/mL                         | Glandes surrénales                                           | 0,76                        | bdl                                                                                                  | bdl                           | bdl | 2.16      | 2.17                                            | bdl                                                                                                | bdl                  | 0.57                               | 2.58                                         | 1.62         | bdl                  |
| Charge virale dans le système digestif         | Langue                                                       | 1,66                        | nd                                                                                                   | nd                            | nd | 3.06      | 2.30                                            | bdl                                                                                                | bdl                  | 1.30                               | 3.53                                         | 3.12         | bdl                  |
| RNA in log10 copies/mL                         | Glande submandibulaire                                       | 0,94                        | nd                                                                                                   | nd                            | nd | 1.24      | 1.56                                            | bdl                                                                                                | bdl                  | bdl                                | 1.85                                         | 1.78         | 1.06                 |
|                                                | Œsophage                                                     | 1,62                        | nd                                                                                                   | nd                            | nd | 2.01      | 2.82                                            | bdl                                                                                                | bdl                  | 1.59                               | 4.04                                         | 2.51         | bdl                  |
|                                                | Estomac                                                      | 0,91                        | 1.57                                                                                                 | bdl                           | 0.81 | bdl       | 1.39                                            | bdl                                                                                                | bdl                  | bdl                                | 6.24                                         | bdl          | bdl                  |
|                                                | Vésicule biliaire                                            | 0,4                         | bdl                                                                                                  | bdl                           | 2.14 | bdl       | bdl                                             | bdl                                                                                                | bdl                  | bdl                                | 0.79                                         | bdl          | 1.04                 |
|                                                | Foie                                                         | 0,76                        | bdl                                                                                                  | bdl                           | 1.90 | 1.19      | 2.29                                            | bdl                                                                                                | bdl                  | 0.70                               | bdl                                          | 2.31         | bdl                  |
|                                                | Pancréas                                                     | 0,24                        | bdl                                                                                                  | bdl                           | bdl | bdl       | bdl                                             | bdl                                                                                                | bdl                  | bdl                                | 1.84                                         | bdl          | 0.83                 |
|                                                | Duodénum                                                     | 0,88                        | 2.13                                                                                                 | bdl                           | 1.29 | 1.39      | bdl                                             | bdl                                                                                                | bdl                  | bdl                                | 4.92                                         | bdl          | bdl                  |
|                                                | Jejunum                                                      | 1                           | 0.89                                                                                                 | bdl                           | 2.25 | 2.22      | 1.25                                            | bdl                                                                                                | bdl                  | bdl                                | 4.43                                         | bdl          | bdl                  |
|                                                | Iléon                                                        | 1,34                        | bdl                                                                                                  | bdl                           | 4.72 | 1.37      | 1.70                                            | bdl                                                                                                | bdl                  | bdl                                | 4.76                                         | 2.20         | bdl                  |
|                                                | Côlon                                                        | 1,03                        | bdl                                                                                                  | bdl                           | 4.80 | 0.74      | 1.32                                            | bdl                                                                                                | bdl                  | bdl                                | 4.45                                         | bdl          | bdl                  |
|                                                | Rectum                                                       | 0,86                        | bdl                                                                                                  | bdl                           | 2.30 | bdl       | 1.92                                            | bdl                                                                                                | bdl                  | 0.84                               | 2.35                                         | 2.01         | bdl                  |
| Charge virale dans le système urinaire         | Rein droit                                                   | 0,65                        | bdl                                                                                                  | bdl                           | 0.61 | 1.18      | 2.32                                            | bdl                                                                                                | bdl                  | 0.84                               | 2.22                                         | bdl          | bdl                  |
| RNA in log10 copies/mL                         | Rein gauche                                                  | 1,09                        | bdl                                                                                                  | bdl                           | 1.58 | 1.11      | 4.42                                            | bdl                                                                                                | bdl                  | bdl                                | 2.95                                         | 1.98         | bdl                  |
|                                                | Vessie                                                       | 0,87                        | 0.96                                                                                                 | bdl                           | 1.30 | 0.97      | 1.90                                            | bdl                                                                                                | bdl                  | bdl                                | 3.65                                         | bdl          | 0.81                 |
| Charge virale dans le système reproductif      | Prostate                                                     | 0,99                        | bdl                                                                                                  | bdl                           | 3.49 | 1.86      | 1.58                                            | bdl                                                                                                | bdl                  | np                                 | np                                           | np           | np                   |
| RNA in log10 copies/mL                         | Testicules                                                   | 1,07                        | 1.56                                                                                                 | bdl                           | 1.31 | 2.27      | 2.37                                            | bdl                                                                                                | bdl                  | np                                 | np                                           | np           | np                   |
|                                                | Ovaires                                                      | bdl                         | np                                                                                                   | np                            | np | np        | np                                              | np                                                                                                 | np                   | bdl                                | bdl                                          | bdl          | bdl                  |
|                                                | Utérus                                                       | 1,2                         | np                                                                                                   | np                            | np | np        | np                                              | np                                                                                                 | np                   | bdl                                | 2.46                                         | 1.70         | 0.63                 |